# Gold (album Boba Marleya)
Gold – dwupłytowy album kompilacyjny Boba Marleya, wydany przez wytwórnię Island Records w 2005 roku.

## Lista utworów
CD 1
1. „Stir It Up”
2. „Slave Driver”
3. „Concrete Jungle”
4. „Get Up, Stand Up”
5. „I Shot the Sheriff”
6. „Burnin' and Lootin'”
7. „Lively Up Yourself”
8. „Rebel Music (3 O'Clock Roadblock)”
9. „Trenchtown Rock”
10. „No Woman, No Cry”
11. „Jah Live”
12. „Positive Vibration”
13. „Roots, Rock, Reggae”
14. „Crazy Baldhead”
15. „Natural Mystic”
16. „Exodus”
17. „Jamming”

CD 2
1. „One Love / People Get Ready”
2. „Waiting In Vain”
3. „Punky Reggae Party”
4. „Is This Love”
5. „Sun Is Shining”
6. „Satisfy My Soul”
7. „Kinky Reggae”
8. „Medley: War / No More Trouble”
9. „So Much Trouble In The World”
10. „Africa Unite”
11. „One Drop”
12. „Could You Be Loved”
13. „Coming In From The Cold”
14. „Redemption Song”
15. „Buffalo Soldier”
16. „Rastaman Live Up!”
17. „Iron Lion Zion”